# Isandria spiniventris
Isandria spiniventris là một loài tò vò trong họ Ichneumonidae.